# Scituloglaucytes scitula
Scituloglaucytes scitula es una especie de insecto coleóptero de la familia Cerambycidae. Estos longicornios son endémicos de Bacan (Indonesia).
Mide entre 11 y 12,5 mm.